# Mimasz
A görög mitológiában Mimasz (ógörögül: Μίμας) a gigászok egyike, Gaia gyermeke, aki a kasztrált Uranosz véréből született.

## Mitológia
A Bibliotecha szerint Mimaszt a gigantomachia, a gigászok és a tizenkét olümposzi isten csatája közben ölte meg Héphaisztosz. Euripidész Iónjában (i. e. 410 k.) a kórus, amely a 6. század végi delphoi Apollón-templom csodáit mondja el, arról számol be, hogy Mimasszal Zeusz villáma végzett. Apollóniosz Rhodiosz Argonautikája és Claudius Claudianus Gigantomachiája szerint Mimaszt Arész (Claudianus verziójában az isten római megfelelője, Mars) ölte meg. Mimaszt több római költő, mint Horatius és Seneca is megemlítette a gigászok társaságában.
1847-ben a Szaturnuszhoz legközelebbi hold, a Mimas nevét a gigász után kapta.